# Placas de identificação de veículos na Croácia

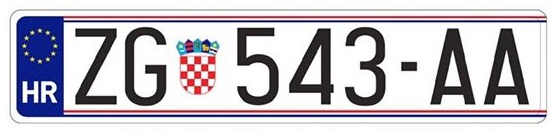
Padrão de placas croatas desde 2016.

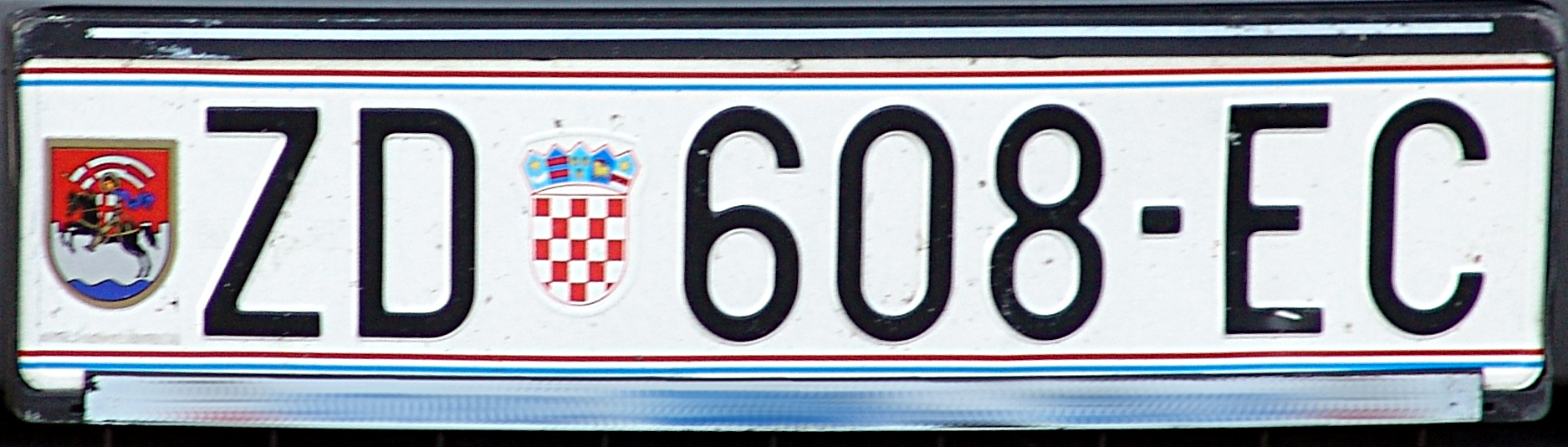
Placa padrão croata usada em veículos particulares e comerciais. O código ZD representa Zadar. O emblema à esquerda é um adesivo escolhido pelo proprietário, mas de acordo com a lei croata, colar adesivos em placas é considerado falsificação de documentos.

O padrão de placas de identificação de veículos da Croácia consiste em um código de duas letras específico para localidade, com o brasão de armas da Croácia em seguida e ao fim uma sequência alfanumérica de três ou quatro algarismos e uma ou duas letras.

## Placas regulares
O padrão de emplacamento regular consiste de três ou quatro algarismos assinalados aleatoriamente, uma ou duas letras assinaladas aleatoriamente e as duas primeiras letras indicando a cidade, com esta última indicação separada das demais pelo brasão de armas da nação, enquanto a indicação alfanumérica específica do veículo separa as letras dos números com um traço (exemplo: ZG 000-A, ZG 000-AA, ZG 0000-A ou ZG 0000-AA). Em tempos recentes, os designs com três dígitos deixaram de ser produzidos. A partir do ingresso da Croácia na União Europeia em 2013, há propostas de mudança do esquema alfanumérico e do design (consistindo em nova fonte tipográfica e ideias de substituição do brasão de armas croata com quadrados vermelhos). Entretanto, em julho de 2016, foi determinada a manutenção do padrão já existente com a adição da "eurobanda" azul (como é o padrão dos demais países do bloco).

## Placas customizadas

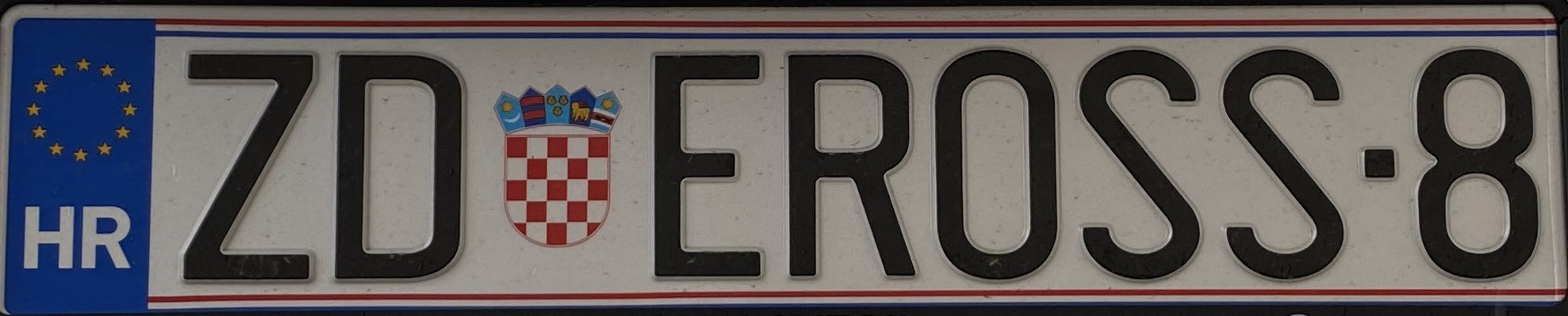
Placa customizada

Há também a possibilidade de escolher a combinação alfanumérica com o pagamento de uma taxa. Uma possibilidade é a de escolher uma placa no mesmo padrão das que são regularmente emitidas, com a diferença de que a combinação alfanumérica é escolhida pessoalmente pelo adquirente do veículo. O outro tipo de customização consiste na escolha de uma palavra com quatro a sette letras ou de uma combinação com da palavra com quatro a cinco letras com um ou dois dígitos. No entanto, tais placas são raras na Croácia, uma vez que somente podem ser usadas por cinco anos após o primeiro registro e exigem o pagamento de uma taxa considerada alta: 2 000 kuna (aproximadamente 270 euros).

## Placas especiais

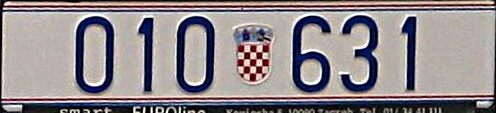
Placa de veículo policial

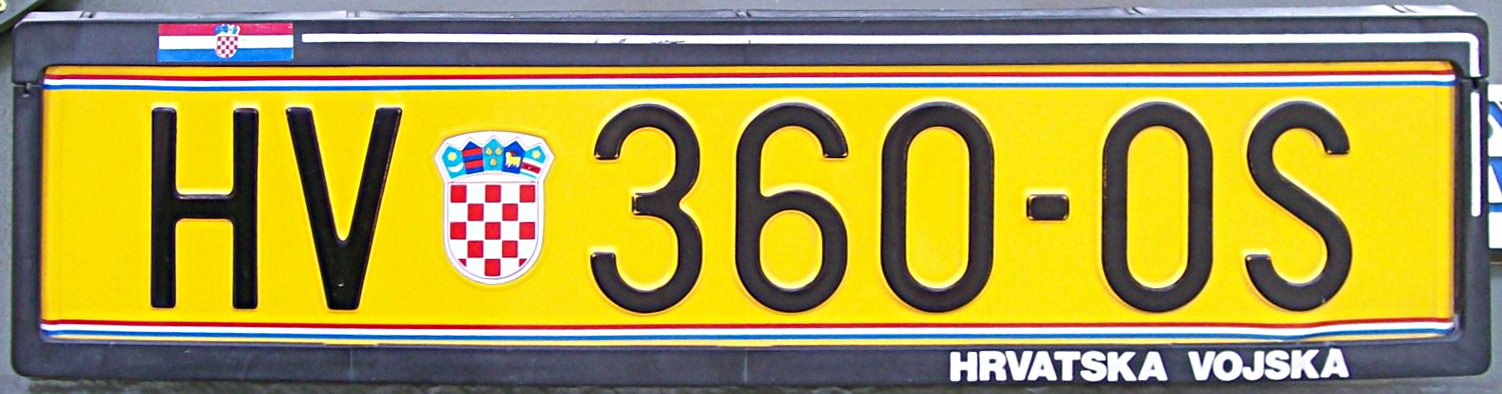
Placa de veículo de uso militar

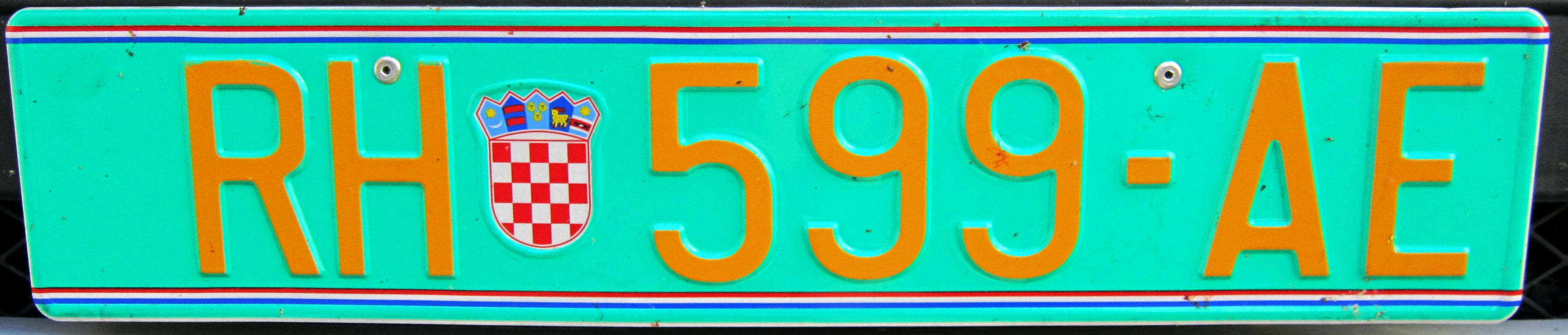
Placa de exportação

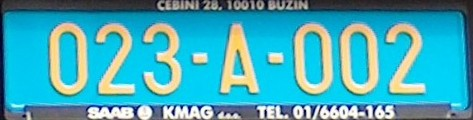
Placa diplomática

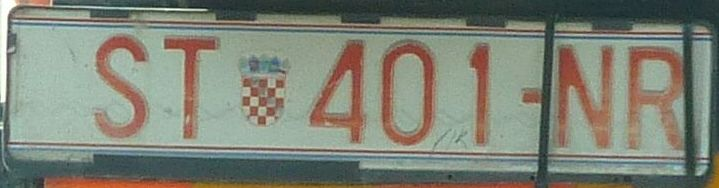
Placa com anormalidade

Há também alguns tipos de placas especiais. Enquanto as placas padrão possuem fundo branco com letras pretas, as placas de cidadãos estrangeiros vivendo permanentemente na Croácia, organizações internacionais e veículos com registro temporário possuem os caracteres alfanuméricos verdes. Nas placas usadas em caminhões e demais veículos de grande porte, os caracteres alfanuméricos são vermelhos.
Os veículos de polícia possuem placas com seis dígitos divididos em dois grupos de três (formato 123 456) separados pelo brasão de armas do país, com os dígitos em azul. O primeiro grupo numérico indica o departamento de polícia ao qual pertence o veículo. Enquanto o fundo dessas placas de veículos policiais é branco, os que são usados em veículos milittares é amarelo. No entanto o sistema de divisão de números e letras é o mesmo das placas padrão, mas em vez de um código para localidades, este indica o ramo das Forças Armadas da Croácia ao qual o veículo pertence: HV significa Hrvatska vojska (Forças Armadas Croatas). Ao mesmo tempo existem códigos especializados, tais como VP para vojna policija ou MP (polícia do exército, etc.) como as duas letras finais.
Placas para representantes diplomáticos (embaixadas, consulados) possuem fundo azul com caracteres alfanuméricos amarelos. Os primeiros três dígitos indicam o país, seguidos pelas letras A, C ou M, e em seguida o número serial do veículo.
Em contraposição a todas as placas mencionadas acima, feitas de metal, as placas emitidas pelas concessionárias são relacionadas ao proprietário, consistindo no código municipal separado pelo brasão de armas, para uso por um número limitado de dias.
Iniciando-se a partir de 2008, placas especiais com duas letras adicionais (PP ou PV) foram introduzidas: PP significa prijenosne pločice (placas transferíveis) e PV, povijesno vozilo (veículo histórico) no formato CC-PV-NNN(N).
Também de 2008 em diante foram criadas placas de exportação, com RH significando Republika Hrvatska (República Croata)  e fundo verde com caracteres alfanuméricos amarelos. O Ministério de Assuntos Internos croata propôs novas placas com as estrelas da União Europeia.
Os veículos da Defesa Nacional tinham placas com letras NZ e números, mas este esquema foi descontinuado.

## Códigos por cidades

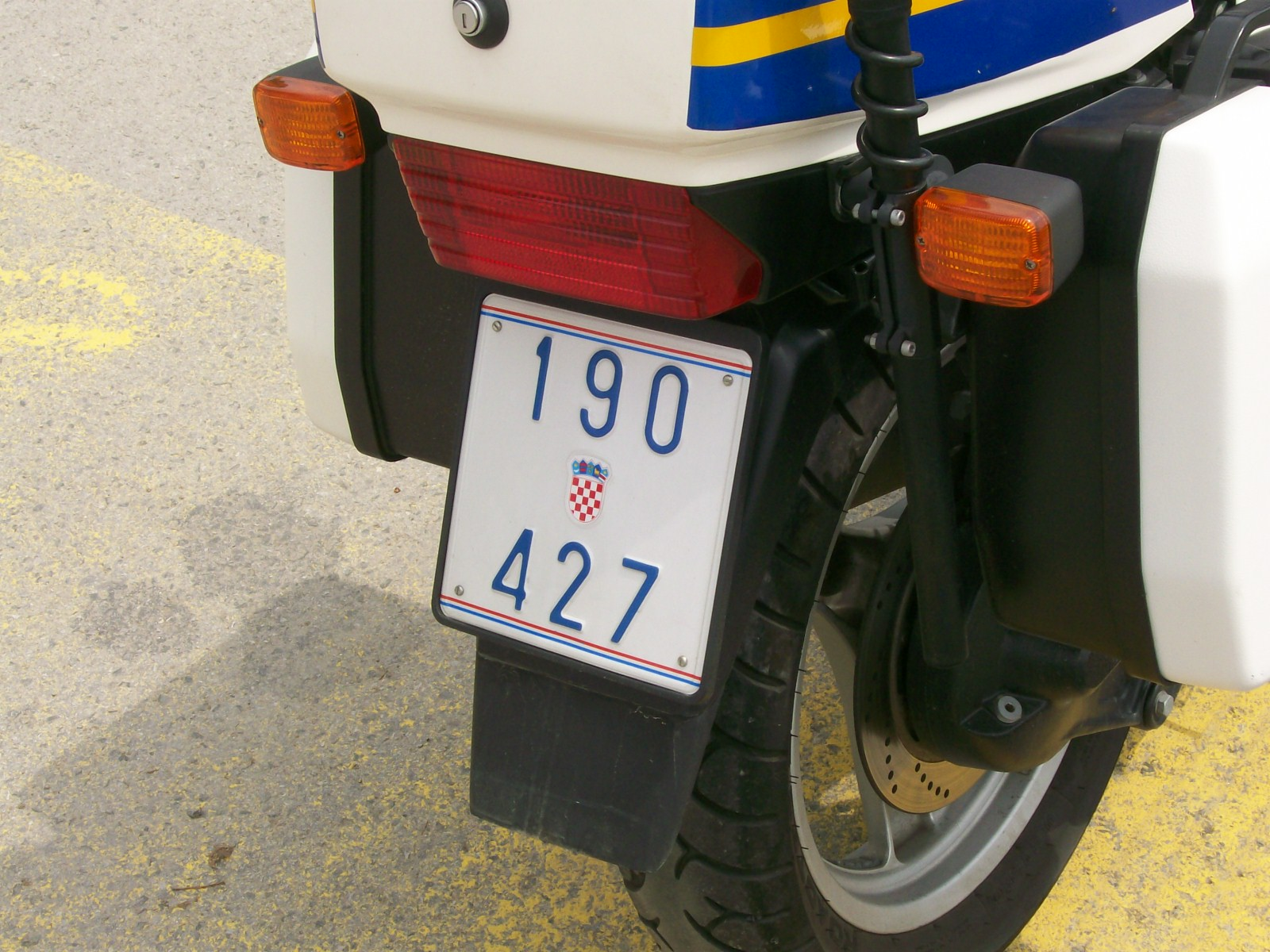
Placa de motocicleta da polícia da Croácia.

| Código | Região        | Código | Região         |
| ------ | ------------- | ------ | -------------- |
| BJ     | Bjelovar      | OG     | Ogulin         |
| BM     | Beli Manastir | OS     | Osijek         |
| ČK     | Čakovec       | PU     | Pula           |
| DA     | Daruvar       | PŽ     | Požega         |
| DE     | Delnice       | RI     | Rijeka         |
| DJ     | Đakovo        | SB     | Slavonski Brod |
| DU     | Dubrovnik     | SK     | Sisak          |
| GS     | Gospić        | SL     | SlatinaSlatina |
| IM     | Imotski       | ST     | Split          |
| KA     | Karlovac      | ŠI     | Šibenik        |
| KC     | Koprivnica    | VK     | Vinkovci       |
| KR     | Krapina       | VT     | Virovitica     |
| KT     | Kutina        | VU     | Vukovar        |
| KŽ     | Križevci      | VŽ     | Varaždin       |
| MA     | Makarska      | ZD     | Zadar          |
| NA     | Našice        | ZG     | Zagreb         |
| NG     | Nova Gradiška | ŽU     | Županja        |

## Códigos diplomáticos, consulares e estrangeiros
Nota: a lista é exemplificativa e não se encontra completa.
| Code | Country or Organization |
| ---- | ----------------------- |
| 011  | Alemanha                |
| 012  | Áustria                 |
| 013  | Itália                  |
| 014  | Hungria                 |
| 015  | Suécia                  |
| 016  | Eslovénia               |
| 017  | Polónia                 |
| 018  | França                  |
| 020  | Reino Unido             |
| 024  | Estados Unidos          |
| 026  | Irã                     |
| 027  | Rússia                  |
| 036  | UNHCR                   |
| 039  | Espanha                 |
| 043  | Austrália               |
| 049  | Sérvia                  |
| 051  | Malásia                 |
| 055  | Chile                   |
| 057  | Índia                   |
| 059  | União Europeia          |
| 064  | Coreia do Sul           |
| 066  | Finlândia               |
| 070  | Japão                   |
| 087  | Montenegro              |
| 089  | Indonésia               |
| 090  | Marrocos                |